# Castel C-311P
Dimensions
Le Castel C311P est un planeur d’entraînement construit par les établissements Fouga après la Seconde Guerre mondiale, en 1951 à Aire-sur-l'Adour en France.